# Sankt Peter im Sulmtal
Sankt Peter im Sulmtal, St. Peter im Sulmtal – gmina w Austrii, w kraju związkowym Styria, w powiecie Deutschlandsberg. Liczy 1322 mieszkańców (1 stycznia 2015).